# Dom Literatów w Krakowie
Dom Literatów – zabytkowa kamienica znajdująca się w Krakowie, w dzielnicy I przy ulicy Krupniczej 22, na Piasku. 
W latach 1945–1995 mieścił się w niej Dom Literatów, należący do Związku Literatów Polskich.

## Historia
Trzypiętrowa kamienica zbudowana została w latach 1911-1914 wg projektu Henryka Lamensdorfa. Przed wojną należała do krakowskiego adwokata Adolfa Lebeskinda i jego żony Heleny z Hochstimów. Była to kamienica czynszowa, z mieszkaniami pod wynajem, na parterze znajdowały się sklepy i kawiarnia.
W czasie II wojny światowej funkcjonował jako hotel dla urzędników III Rzeszy, tuż po wyparciu Niemców w 1945 roku służył jako kwatera dla oficerów Armii Czerwonej. W styczniu 1945 roku do Krakowa przyjechał z Lublina w randze kapitana LWP Adam Ważyk z zadaniem zorganizowania krakowskiego oddziału Związku Literatów Polskich. Literat Tadeusz Kwiatkowski zaproponował na siedzibę kamienicę przy ul. Krupniczej 22, którą znał sprzed wojny. 14 lutego 1945 roku dom został przydzielony Związkowi przez pełnomocnika Rządu Tymczasowego na województwo krakowskie.
Sala na parterze pełniła funkcję stołówki oraz miejsca zebrań. Na I piętrze mieściły się biura, gabinet prezesa, biblioteka i pokój gościnny. W trzech oficynach znajdowały się lokale mieszkalne dla literatów i ich rodzin. Mieszkało, tu w różnym okresie, kilkudziesięciu literatów z rodzinami, łącznie przez budynek przewinęło się ponad 100 osób. Dom zwany był przez Gałczyńskiego – jednego z mieszkańców – „Domem czterdziestu wieszczów”.
W 2017 roku wydawnictwo Księgarnia Akademicka wydało książkę Anny Grochowskiej Wszystkie drogi prowadzą na Krupniczą, poświęconą dziejom budynku.
W roku 2016 kamienica miała 23 współwłaścicieli, którzy nie mogli dojść do porozumienia w sprawie dalszych losów budynku.

## Lokatorzy kamienicy
Wśród lokatorów kamienicy znajdowali się:
- Artur Górski
- Jadwiga Witkiewiczowa (wdowa po Stanisławie Ignacym Witkiewiczu)
- Anna Brzozowska (córka Stanisława Brzozowskiego)
- Tadeusz Peiper
- Wisława Szymborska z mężem Adamem Włodkiem
- Sławomir Mrożek
- Tadeusz Różewicz
- Konstanty Ildefons Gałczyński z żoną Natalią i córką Kirą
- Jerzy Andrzejewski
- Halina Poświatowska
- Anna Świrszczyńska z mężem Janem Adamskim
- Stefan Kisielewski z żoną Lidią i dziećmi: synami Wacławem i Jerzym oraz córką Krystyną
- Stanisław Dygat
- Leon Kruczkowski
- Kazimierz Brandys
- Adam Polewka
- Leszek Herdegen
- Stefan Otwinowski
- Jerzy Broszkiewicz
- Janina Mortkowiczowa z córką Hanną i wnuczką Joanną
- Jerzy Korczak
- Jerzy Pleśniarowicz
- Janina Brzostowska z synem
- Natalia Rolleczek[6]
- Michał Rusinek
- Antoni Podraza
- Stanisław Czycz
- Adam Macedoński
- Maciej Słomczyński
- Bruno Miecugow z synem Grzegorzem
- Janusz Anderman
- Stanisław Balbus
- Ewa Lipska
- Krzysztof Lisowski
- Marek Lubaś-Harny
- Tadeusz Śliwiak
- Adam Ziemianin
- Jerzy Hordyński

Wieloletnią szatniarką byłą Karolina Surówka – „pani Lola”.